# Luboměř
Luboměř település Csehországban, Nový Jičín-i járásban. Luboměř Potštát, Jindřichov és Spálov településekkel határos. Lakosainak száma 400 fő (2024. január 1.).

## Népesség
A település lakosságának változását az alábbi diagram mutatja:
| Lakosok száma | 727  | 681  | 619  | 479  | 431  | 364  | 373  | 370  | 373  | 400  |
|               | 1869 | 1900 | 1921 | 1961 | 1980 | 2011 | 2016 | 2019 | 2021 | 2024 |